# Бжозувка (Краковский повет)
Бжозу́вка (пол. Brzozówka) — село в Польше в сельской гмине Зелёнки Краковского повета Малопольского воеводства.

## География
Село располагается в 13 км от административного центра воеводства города Краков. Через село проходит краевая дорога № 794. Село связано с краковским районом Сальватор автобусным маршрутом № 237.
В 1975—1998 годах село входило в состав Краковского воеводства.

## Население
По состоянию на 2013 год в селе проживало 567 человек.
| 2010 | 2013 |
| ---- | ---- |
| 519  | 567  |

Данные переписи 2013 года:
| Перепись  | Всего   | Всего | Женщины | Женщины | Мужчины | Мужчины |
| --------- | ------- | ----- | ------- | ------- | ------- | ------- |
| Единицы   | человек | %     | человек | %       | человек | %       |
| Население | 567     | 100   | 284     |         | 283     |         |

## Социальная структура
В селе действует стационарное больничное отделение, обслуживающее близлежащие населённые пункты Пшибыславице, Овчары, Кожкев и Грембынице.